# Leo's Lekland

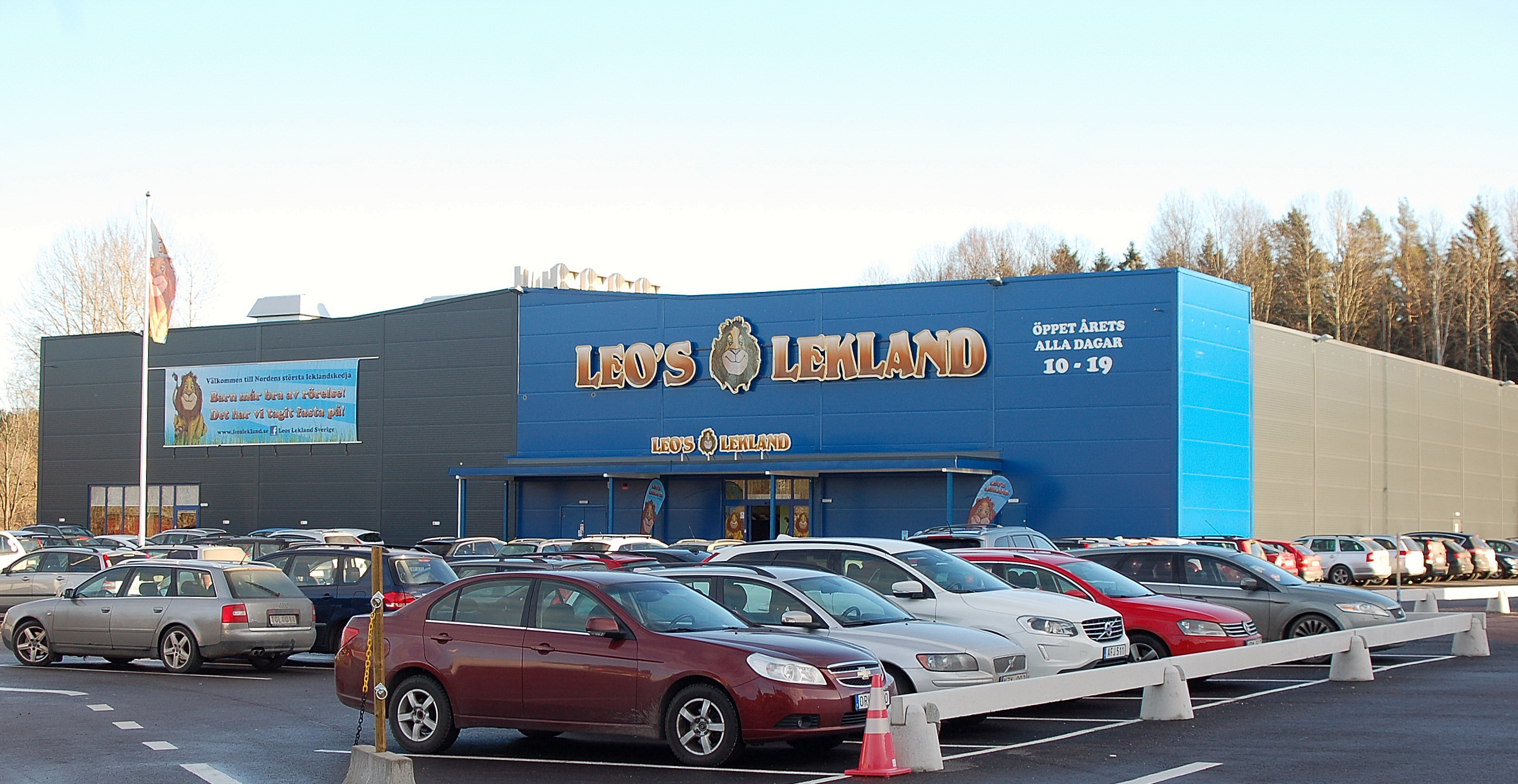
Leo's Lekland i Gräsdalen i Karlstad.

Leo's Lekland är en svensk leklandskedja med totalt 67 anläggningar i Sverige, Danmark, Norge, Finland och Tyskland under två varumärken - Leo's Lekland och HopLop (avser 2024).
Företaget grundades 2006 i Luleå av Joakim Gunler och Jonas Rönnqvist. Företaget erbjuder lek på lekland, barnkalas i olika kalasrum med olika kalaspaket, gruppträning för barn via konceptet Sport Kidz, sommarläger för barn i form av Summer Camp samt vinterläger för barn i form av Winter Camp.
Efter att ha etablerat lekland i Sverige mellan 2006–2010 etablerades Leo's Lekland även i Norge under 2011 genom förvärv. 2013 öppnades första leklandet i Danmark och under 2014 ingicks partnerskap med Litorina och efter fortsatt expansion i befintliga länder etablerades Leo's Lekland under 2016 in i Finland. 2019 etablerades första leklandet i Tyskland och efter att ha haft tuffa pandemiår köpte Leo's Group under 2023 den finska leklandskedjan HopLop med 16 anläggningar.